# Liste der denkmalgeschützten Objekte in Obytce
Grundlage dieser Liste der denkmalgeschützten Objekte in Obytce ist die ÚSKP-Liste (Ústřední seznam kulturních památek České republiky, deutsch Zentrale Liste der Kulturdenkmäler der Tschechischen Republik), die von der tschechischen Denkmalschutzbehörde NPÚ (Národní památkový ústav, deutsch Nationale Denkmalbehörde) seit 1987 geführt wird und an die seit dem Jahr 1850 geschaffenen Listen anschließt.

## Denkmalgeschützte Objekte nach Ortsteilen

### Obytce
| Lage                                          | Objekt                       | Beschreibung | ÚSKP-Nr.                  | Bild           |
| --------------------------------------------- | ---------------------------- | --- | ------------------------- | -------------- |
| Obytce, Obytce 1 (Standort)                   | Chateau Obytce               | Barockschloss, erbaut auf den Fundamenten einer mittelalterlichen Festung, im Renaissancestil umgebaut, mit einer Reihe von erhaltenen originalen Bau-, Gebäude- und Dekorationselementen. Beispiel einer kleinen Adelsvilla mit Wirtschaftsgebäude und einem Park. | 38277/4-3192 Info Katalog | weitere Bilder |
| Obytce, auf dem Hügel vor dem Dorf (Standort) | Kapelle der heiligen Barbara | Achteckiges Gebäude mit einem Glockenturm an der Spitze. Ein Beispiel für eine frühbarocke Kapelle aus der Mitte des 17. Jahrhunderts in beherrschender Stellung.                                                                                                   | 23513/4-3193 Info Katalog | weitere Bilder |